# Hubert Wolf (Theologe)
Hubert Wolf (* 26. November 1959 in Wört, Ostalbkreis) ist ein deutscher römisch-katholischer Priester und Kirchenhistoriker. Wolf ist Leibniz-Preisträger 2003.

## Leben
Wolf wurde 1959 im schwäbischen Wört geboren. Er absolvierte das Abitur im Mai 1978 am Peutinger-Gymnasium Ellwangen und studierte danach an der Eberhard Karls Universität Tübingen und der Ludwig-Maximilians-Universität München Katholische Theologie mit dem Schwerpunkt Mittlere und Neuere Kirchengeschichte sowie später Exegese des Neuen und Alten Testamentes. 1983 legte er seine Diplomprüfung ab und setzte seine Ausbildung im Priesterseminar fort. Wolf empfing 1985 die Priesterweihe und war bis 1990 in der Pfarrseelsorge seiner Heimatdiözese Rottenburg-Stuttgart tätig. Im gleichen Jahr wurde er mit der Arbeit Ketzer oder Kirchenlehrer? Der Tübinger Theologe Johannes von Kuhn (1806–1887) in den kirchenpolitischen Auseinandersetzungen seiner Zeit an der Eberhard-Karls-Universität Tübingen promoviert. 1991 habilitierte er sich mit der Arbeit Die Reichskirchenpolitik des Hauses Lothringen (1680–1715); eine Habsburger Sekundogenitur im Reich? im Fach Mittlere und Neuere Kirchengeschichte an der Eberhard-Karls-Universität Tübingen.
1992 erhielt er einen Ruf als ordentlicher Professor an die Johann Wolfgang Goethe-Universität Frankfurt am Main. Im Jahre 1999 wechselte Wolf als C4-Professor an die Westfälische Wilhelms-Universität Münster und wurde hier als Nachfolger Arnold Angenendts zudem Direktor des Seminars für Mittlere und Neuere Kirchengeschichte am katholischen Fachbereich. 2002 wurde er zum ordentlichen Mitglied der Historischen Kommission für Westfalen gewählt. Im gleichen Jahr wurde er Leiter des DFG-Langzeitprojekts „Römische Inquisition und Indexkongregation“. Seit 2008 ist er Leiter des DFG-Langzeitprojekts „Kritische Online-Edition der Nuntiaturberichte Eugenio Pacellis (1917–1929)“. Im Kollegjahr 2011/12 war Hubert Wolf als Forschungsstipendiat am Historischen Kolleg in München.
Hubert Wolf verfasste zahlreiche Artikel für das Biographisch-Bibliographische Kirchenlexikon (BBKL).

## Wirken und Positionen
Hubert Wolf gilt als herausragender Vertreter der jüngeren Generation von Kirchenhistorikern, die das Fach aus dem engeren disziplinären Ghetto herausgeführt und in größere interdisziplinäre Zusammenhänge der Politik- und Wissenschaftsgeschichte eingebunden haben. Zu seinen Hauptforschungsgebieten zählt die Darstellung der reichskirchlichen Zusammenhänge und die Auswertung und Erschließung der in Rom gelagerten Archivbestände der Inquisition und päpstlichen Indexkongregation. Bereits seit 1992, also vor der offiziellen Öffnung der Archive 1999 durch Papst Johannes Paul II., hatte Wolf Zugang zu den Akten. Im gleichen Jahr wurde er in den international besetzten wissenschaftlichen Beirat des Archivs der Glaubenskongregation berufen.
Ein zufälliger Aktenfund führte zu seinem wissenschaftlichen Buch Die Nonnen von Sant’Ambrogio. Inhalt ist der Skandal im gleichnamigen römischen Kloster Mitte des 19. Jahrhunderts, der erhebliche Auswirkungen auf die Kirchengeschichte hatte. Das Buch erhielt ein starkes Presseecho und kam in der Sachbuch-Bestenliste von Süddeutscher Zeitung und Norddeutschem Rundfunk im Mai 2013 auf Platz 1. Das 2015 erschienene Buch Krypta. Unterdrückte Traditionen der Kirchengeschichte enthüllt anhand von einigen Beispielen vergessene oder verdrängte Traditionen der katholischen Kirche.
Seit 2013 leitet Wolf zusammen mit Andreas Wirsching die auf zwölf Jahre angelegte Herausgabe der Tagebücher von Michael Kardinal von Faulhaber.

### Zölibat
Im Juli 2019 forderte Wolf die Zulassung verheirateter Priester neben zölibatären Priestern in der römisch-katholischen Kirche. Die katholische Kirche, so argumentiert Wolf, versuche den Anschein zu erwecken, als sei Ehelosigkeit schon immer eine Voraussetzung für das Priestertum gewesen. Tatsächlich wurde erst 1139 die Ehelosigkeit zur Voraussetzung für das Priesteramt; dadurch wurden Erbansprüche von Priesterkindern verhindert, wovon das kirchliche Vermögen profitierte. Diese Vorschrift sei jedoch lange nicht konsequent durchgesetzt worden. Beispielsweise seien im Münsterland noch im 17. Jahrhundert Priesterämter vom Geistlichen an seinen jeweiligen Sohn vererbt worden. Der Begriff „Zölibat“ wurde damals zwar ebenfalls genutzt, aber laut Wolf sehr unterschiedlich verstanden, etwa von der sexuellen Enthaltsamkeit an Sonntagen bis hin zum Heiratsverbot für verwitwete Priester. Erst im 19. Jahrhundert habe sich die Definition von Zölibat als dauerhafter sexueller Enthaltsamkeit durchgesetzt, und parallel dazu sei das Priestertum spirituell überhöht worden. Die katholische Kirche legte die explizite Forderung nach einem Pflichtzölibat zuletzt 1917 fest, im Codex Iuris Canonici. Seitdem sei ein Diskussionsverbot über den Zölibat mehrfach bekräftigt worden, unter anderem auf dem Zweiten Vatikanischen Konzil (1962–1965).

### Amazonas-Synode
Ende 2022 kritisierte Wolf Papst Franziskus, da dieser in seinem Schlussdokument zur Amazonas-Synode „schlicht ignoriert“ habe, dass eine Dreiviertelmehrheit der Synodalen beschlossen habe, verheiratete Männer zu Priestern zu weihen. Denjenigen deutschen Bischöfen, die für das Diakonat der Frau seien, empfahl Wolf, beim Papst eine Sondergenehmigung zu beantragen, worauf er laut Kirchenrecht innerhalb von sechs Monaten reagieren müsse, und ihm anzukündigen, im Falle des Nichterhaltens einer Antwort es aufgrund der Notwendigkeit der pastoralen Situation einfach zu machen, bzw. bei einer ablehnenden Antwort ihren Rücktritt anzubieten. Es wäre spannend, so Wolf, „zu sehen, ob der Papst zehn Rücktritte annehmen würde“. Der Vorwurf der Protestantisierung der katholischen Kirche sei „eine Meistererzählung der Konservativen, eine absolute Verkennung der deutschen Situation und der Diskussionslage im Synodalen Weg“. Allerdings müsse man auch Bedenken der kurialen Mitarbeiter ernst nehmen und Gespräche führen, denn über „das Wohl und Wehe eines Projekts“ würden häufig „die Mitarbeiter auf der zweiten und dritten Ebene entscheiden“.

### Asking the Pope for help
Seit März 2020 untersucht Wolf im Vatikanischen Apostolischen Archiv die Archivalien des Pontifikats Pius’ XII. im Hinblick auf sein kirchenpolitisches Wirken während des Zweiten Weltkriegs.
Das Projekt "Asking the Pope for help" am Lehrstuhl in Münster will alle der rund 10.000 Bittschreiben verfolgter Juden (Katholiken und Nichtkatholiken) an den Papst erforschen und veröffentlichen – "in einem hoffentlich auf 25 Jahre angelegten Forschungsprojekt". Bisher habe man etwa 800 bis 900 Briefe transkribiert und rund ein Zehntel dieser Fälle weiter rekonstruiert (d. h. also ca. 90 Fälle nachrecherchiert).

## Auszeichnungen
- 2003: Als dritter Theologe erhielt Wolf den mit 1,55 Mio. Euro dotierten Gottfried Wilhelm Leibniz-Preis der Deutschen Forschungsgemeinschaft (DFG)[10]
- 2004: Communicator-Preis[11]
- 2003: Ehrenbürger der Gemeinde Wört
- 2006: Gutenberg-Preis der Stadt Mainz und der Internationalen Gutenberg-Gesellschaft
- 2021: Sigmund-Freud-Preis für wissenschaftliche Prosa
- 2022: Hoffmann-von-Fallersleben-Plakette
- 2023: Johannes Gutenberg-Stiftungsprofessur der Universität Mainz

## Mitgliedschaften (Auswahl)
- Theologenverbindung AV Albertus Magnus Tübingen
- Ehrenmitglied der katholischen Studentenverbindung KDStV Winfridia (Breslau) Münster im CV
- Ordentliches Mitglied der Wissenschaftlichen Kommission der Kommission für Zeitgeschichte, Bonn
- Mitherausgeber der Zeitschrift Saeculum
- Mitglied der Historischen Kommission für Westfalen
- Vorsitzender der Historischen Kommission zur Seligsprechung von Joannes Baptista Sproll

## Veröffentlichungen (Auswahl)
- Die Reichskirchenpolitik des Hauses Lothringen (1680–1715): eine Habsburger Sekundogenitur im Reich? Steiner, Stuttgart 1994, ISBN 978-3-515-06041-7 (PDF).
- als Herausgeber mit Claus Arnold: Die deutschsprachigen Länder und das II. Vatikanum (= Programm und Wirkungsgeschichte des II. Vatikanums. Band 4). Schöningh, Paderborn 2000, ISBN 3-506-73764-3.
- Inquisition, Index, Zensur: Wissenskulturen der Neuzeit im Widerstreit. Schöningh, Paderborn 2001, ISBN 3-506-77670-3.
- Römische Inquisition und Indexkongregation. Grundlagenforschung: 1814–1917; Einleitung 1814–1917. Schöningh, Paderborn 2005, ISBN 3-506-72950-0.
- Römische Inquisition und Indexkongregation. Grundlagenforschung: 1814–1917; Band I: Römische Bücherverbote. Schöningh, Paderborn 2005, ISBN 3-506-71722-7.
- Römische Inquisition und Indexkongregation. Grundlagenforschung: 1814–1917; Band II: Systematisches Repertorium zur Buchzensur 1814–1917. Indexkongregation 1814–1917 (zwei Teilbände). Schöningh, Paderborn 2005, ISBN 3-506-71387-6.
- Römische Inquisition und Indexkongregation. Grundlagenforschung: 1814–1917; Band III: Prosopographie (zwei Teilbände). Schöningh, Paderborn 2005, ISBN 3-506-71386-8.
- Index. Der Vatikan und die verbotenen Bücher. C. H. Beck, München 2006, ISBN 3-406-54371-5.
- Papst und Teufel. Die Archive des Vatikan und das Dritte Reich. C. H. Beck, München 2008, ISBN 3-406-57742-3.
- Die Affäre Sproll – Die Rottenburger Bischofswahl 1926/27 und ihre Hintergründe. Thorbecke, Ostfildern 2009, ISBN 978-3-7995-0830-8.[12]
- Römische Inquisition und Indexkongregation. Grundlagenforschung 1701–1813; 5 Bände. Schöningh, Paderborn 2009 und 2010. Ein Registerband war 2010 in Vorbereitung.
- (Herausgeber) Antimodernismus und Modernismus in der katholischen Kirche. Beiträge zum theologiegeschichtlichen Vorfeld des II. Vaticanums. Schöningh, Paderborn 1998, ISBN 3-506-73762-7.
- Herausgeber zusammen mit Judith Schepers: In wilder zügelloser Jagd nach Neuem. 100 Jahre Modernismus und Antimodernismus in der katholischen Kirche. Schöningh, Paderborn 2010, ISBN 978-3-506-76511-6.
- (Herausgeber) „Wahre“ und „falsche“ Heiligkeit. Mystik, Macht und Geschlechterrollen im Katholizismus des 19. Jahrhunderts (= Schriften des Historischen Kollegs. Kolloquien. Bd. 90). Oldenbourg, München 2013, ISBN 978-3-486-71611-5, (Digitalisat).
- Die Nonnen von Sant’Ambrogio. Eine wahre Geschichte. C. H. Beck, München 2013, ISBN 978-3-406-64522-8, (Rezension Süddeutsche Zeitung).
- Krypta. Unterdrückte Traditionen der Kirchengeschichte. C. H. Beck, München 2015. ISBN 978-3-406-67547-8.
- Ankunft 24. Dezember. Weihnachten neu entdecken. Lambert-Schneider-Verlag, Darmstadt 2015, ISBN 978-3-650-40067-3.
- Konklave. Die Geheimnisse der Papstwahl. C. H. Beck, München 2017 (zu Fragen der Papstwahl, populärwissenschaftlich), ISBN 978-3-406-70717-9.
- Zölibat: 16 Thesen, C. H. Beck, München 2019, ISBN 978-3-406-74185-2 (Kritische Betrachtung).
- Verdammtes Licht. Der Katholizismus und die Aufklärung. C. H. Beck, München 2019, ISBN 978-3-406-74107-4.
- Der Unfehlbare: Pius IX. und die Erfindung des Katholizismus im 19. Jahrhundert. C. H. Beck, München 2020, ISBN 978-3-406-75575-0.
- Die geheimen Archive des Vatikan. Und was sie über die Kirche verraten. C. H. Beck, München 2024, ISBN 978-3-406-82195-0.